# Survivors Network of those Abused by Priests
Fondée en 1989, le Survivors Network of those Abused by Priests (SNAP, pouvant se traduire en français par « Le réseau des survivants abusés par des prêtres »), est une association américaine à but non lucratif (501c3) visant à appuyer les « survivants » (survivors) d'abus sexuels effectués par des prêtres.
En 2007, le SNAP comprend environ 4 500 membres répartis dans 55 chapitres. L'association possède des ramifications pour des groupes religieux, telles SNAP Baptist, SNAP Orthodox et SNAP Presbyterian, pour des groupes non-religieux (scout, familles) et pour certaines régions spécifiques (SNAP Australia et SNAP Germany).

## Activités
En 2009, le SNAP appuie un projet de loi new-yorkais qui forcerait les diocèses catholiques à dévoiler les noms de tous ses prêtres qui ont été transférés ou renvoyés en raison d'allégations d'abus. 
Le 9 juin 2009, un groupe associé au SNAP a manifesté contre la promotion de Joseph Cistone comme évêque de Saginaw (Michigan).
En août 2011, la Ligue catholique accuse le SNAP de diffamation envers l'archevêque Timothy M. Dolan En mars 2013, dans le cadre de la succession de Benoît XVI, le SNAP publie une liste intitulée The Dirty Dozen (« Les Douze Salopards », en référence au film homonyme) où douze prêtres papables sont identifiés comme ayant nui à la cause des victimes en tentant notamment de minimiser les cas d'abus sexuels sur mineurs dans l'Église catholique,. Quelques jours plus tard, l'association s'excuse de ne pas avoir considéré la traduction en français de l'expression, mais maintient ses affirmations.
En mars 2025, le SNAP dénonce de la part du cardinal Robert Francis Prevost des « actions et omissions destinées à interférer ou à éviter une enquête civile ou canonique, administrative ou pénale, contre certains prêtres du diocèse de Chiclayo » et envoie dans ce sens une lettre au cardinal Pietro Parolin qui reste sans réponse,.

## Controverses
Le SNAP est régulièrement accusé de conflit d'intérêts avec des avocats qui tirent profit des procédures judiciaires déclenchées par ses membres. Ainsi, une proposition de loi soutenue par le SNAP en 2002 en Californie visant à supprimer les règles de prescription dans les affaires d'abus sexuels a été élaborée par Laurence E. Drivon, avocat et premier contributeur au SNAP. La manœuvre a permis à Drivon et d'autre avocats de lancer des centaines de plaintes. De nombreux avocats sont dans des situations analogues. Au contraire, d'autres associations d'aide aux victimes refusent les dons des avocats des victimes.
Face à ces critiques, le SNAP a reconnu en 2004 accepter les donations d'avocats chargés des affaires d'abus sexuels, mais a fait savoir qu'elle ne poussait pas ses membres à recourir spécifiquement à ces avocats.
Le soutien de Barbara Blaine, fondatrice du SNAP, au psychiatre Steve Taylor, alors qu'il a reconnu des charges de possession de pornographie enfantine qui pesaient contre lui, a fait l'objet de critiques.
Le SNAP a reçu en janvier 2012 une injonction de justice demandant de divulguer des informations sur des affaires d'abus sexuels. L'association est en effet soupçonnée d'avoir obtenu d'un avocat des informations en violation d'une obligation de silence décrétée par la justice. Le directeur du SNAP, David Clohessy, menacé de peines d'amende ou de prison, a vainement cherché le soutien de la cour suprême du Missouri.